# Флебология
Флебологията (от гръцки: „phlebos“ (вена) и „logos“ (знание)) е медицинска специалност, посветена на изучаването на анатомията и физиологията на повърхностните и дълбоките вени на тялото, както и неговите основни индикации – включително разширени вени и хемороиди.
Естетичната медицина се занимава с лечението на разширени вени.

## Заболявания на флебологията
- разширени вени ;
- тромбофлебит ;
- трофична язва;
- флебопатия;
- разширени вени;
- хронична венозна недостатъчност и др.

## Симптоми на венозна заболявания
Причината може да е от следните симптоми:
- изпъкнали вени, в лилаво или тъмно синьо;
- кафява пигментация на кожата на пищялите и глезените;
- силна болка в краката;
- подуване на краката;
- язви на краката (особено в ставите);
- периодични спазми на долните крайници.

## Мерки за предотвратяване на венозни заболявания
- Изключване на риска от пренатоварване на прасците на краката
- Избягване на прекалено затопляне и препълване на тазовите органи с кръв (опасност от появата на хемороиди)
- Избягване състояния на запек
- Избягване на тесни дрехи и обувки
- Лежане в леглото, с вдигнати крака, поне за 15 мин. на ден
- Приемане на здравословна храна, богата на витамин E, зърнени и бобови храни, зелени плодове и зеленчуци